# Étienne-Jean Delécluze

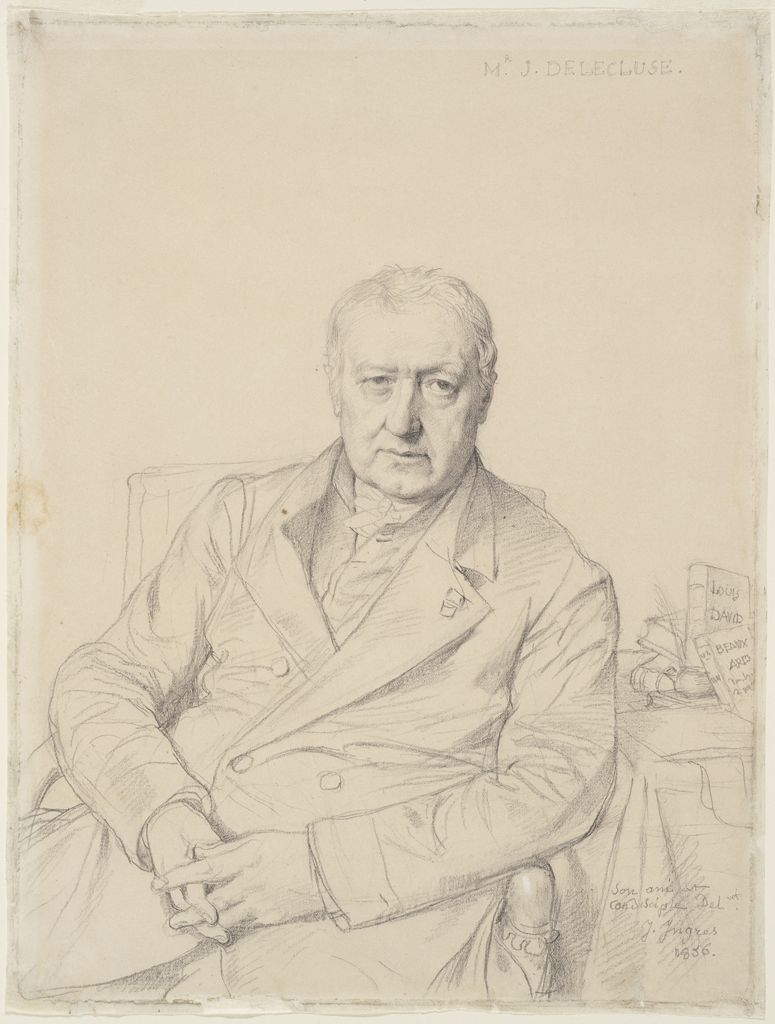
Étienne-Jean Delécluze, von Jean-Auguste-Dominique Ingres porträtiert.

Étienne-Jean Delécluze (* 26. Februar 1781 in Paris; † 12. Juli 1863 in Versailles) war ein französischer Maler und Schriftsteller.
Delécluze ließ sich unter anderem bei dem Maler Antoine-Jean Gros unterrichten und erhielt auf einer Ausstellung von 1808 eine goldene Medaille für sein Gemälde Andromache. Er gab jedoch 1816 die Malerei auf und wurde Kunstkritiker bei der Zeitschrift Lycée français, später im Moniteur, und darauf im Journal des Débats.

## Werke
- Précis d’un traité de peinture (1827)
- Mademoiselle Justine de Liron et le Mécanicien roi, nouvelles (1832)
- Grégoire VII, Saint-François d’Assise et Saint-Thomas d’Acquino (1844, 2 Bde.)
- Florence et ses vicissitudes (1837, 2 Bde.)
- Léopold Robert (1838)
- Dona Olimpia (1842, 2 Bde.)
- Louis David, son école et son temps (1855)
- Souvenirs de soixante années (1862)

Unter seinen Romanen und Novellen ist Justine de Liron (1832) ein kleines literarisches Meisterwerk. Die  Souvenirs de soixante années vermitteln u. a. Einblicke in die literarischen Diskussionen und Zirkel der 20er und 30er Jahre (so zu P. Mérimée und Stendhal); sie werden ergänzt durch eine Teilveröffentlichung der nachgelassenen Tagebücher Journal de Delécluze 1824–1828 (Texte publié avec une Introduction et des Notes par Robert Baschet, 2e Edition 1948).